# Колесников, Николай Николаевич (актёр)
Николай Николаевич Колесников (24 июля 1898, Николаевский Городок, Саратовская губерния — 23 июля 1959, Куйбышев) — советский актёр театра и кино, народный артист РСФСР.

## Биография
В 1920 году окончил Саратовское земледельческое училище (бывшее Мариинское).
В 1920—1923 годах учился на Высших государственных мастерских театрального искусства в Саратове (сейчас Театральный институт Саратовской государственной консерватории имени Собинова). Одновременно в 1920—1922 годах работал научным сотрудником кабинета искусств. В 1923—1924 годах — секретарь начальника СОЧ ОГПУ в Ростове-на-Дону, в 1924—1925 годах — инструктор Ростовского Донполитпросвета, в 1925—1927 годах — руководитель и артист Живой газеты «Край Совпрофа» и театра «Хлеборобов» в Ростове-на-Дону.
В 1927—1932 годах был артистом Оренбургского драматического театра, в 1932—1933 годах — артист Пензенского драматического театра, в 1933—1934 годах — артист Ашхабадского государственного русского драматического театра, в 1934—1936 годах — артист Карельского государственного драматического театра в Петрозаводске, в 1936—1937 годах — артист Архангельского большого драматического театра.
В 1937—1946 годах — артист Омского областного драматического театра, преподавал в Омской театральной студии. В 1946—1947 года работал на киностудии «Мосфильм», в 1947—1948 годах — артист Государственного академического Малого театра Союза ССР.
В 1948—1959 годах выступал в Куйбышевском театре драмы (ныне Самарский театр драмы имени М. Горького).
В 1939—1946 годах — депутат Омского горсовета. Член Коммунистической партии Советского Союза с ноября 1943 года.
Особенно был известен исполнением роли В. И. Ленина в спектаклях Омского областного драматического театра «Человек с ружьем», «Кремлёвские куранты», «Ленин в 1918 году» и в кинофильме «Свет над Россией». Колесников обладал таким портретным сходством с Лениным, что его грим заключался только в приклеивании усов и бороды. Одна из лучших ролей артиста — роль Антипа Зыкова («Зыковы» М. Горького), которого он играл как человека, обладающего широкой натурой, недюжинными способностями.
Умер 23 июля 1959 года.

## Награды и премии
- Медаль «За доблестный труд в Великой Отечественной войне 1941—1945 гг.» (1945).
- Заслуженный артист РСФСР (1945).
- Народный артист РСФСР (24.12.1951).

## Работы в театре
- «Враги» М. Горького — Скроботов
- «Фельдмаршал Кутузов» — Наполеон
- «Ревизор» Н. Гоголя — Ляпкин-Тяпкин
- «Машенька» А. Афиногенова — Окаемов
- «Здравствуй, оружие!» — Анатолий Барбара
- «Дядя Ваня» А. Чехова — Войницкий
- «Разлом» Б. Лавренева — Годун
- «Разгром» А. Фадеева — Левинсон
- «Как закалялась сталь» Н. Островского — Жухрай
- «Нашествие» Л. Леонова — Таланов-отец
- «Обыкновенный человек» Л. Леонова — Свеколкин
- «Зыковы» М. Горького — Антипа Зыков
- «Парень из нашего города» К. Симонова — Васнецов
- «В степях Украины» А. Корнейчука — Чеснок
- «Сотворение мира» Н. Погодина — Глаголин
- «Человек с ружьем», «Кремлёвские куранты», «Третья патетическая» Н. Погодина — В. И. Ленин
- «Ленин 1918 году» А. Каплера и Златогоровой — В. И. Ленин

## Фильмография
- 1930 — Волчьи тропы — сектантский поп
- 1947 — Свет над Россией — Владимир Ильич Ленин
- 1956 — Сталинградская битва — Андрей Иванович Ерёменко, генерал-полковник, командующий Сталинградским фронтом